# Бін-Стейшен (Теннессі)
Бін-Стейшен (англ. Bean Station) — місто (англ. city) в США, в окрузі Ґрейнджер штату Теннессі. Населення — 2967 осіб (2020).

## Географія
Бін-Стейшен розташований за координатами 36°20′19″ пн. ш. 83°17′19″ зх. д. / 36.33861° пн. ш. 83.28861° зх. д. (36.338483, -83.288684).  За даними Бюро перепису населення США в 2010 році місто мало площу 13,95 км², з яких 13,95 км² — суходіл та 0,00 км² — водойми. В 2017 році площа становила 15,52 км², з яких 15,51 км² — суходіл та 0,01 км² — водойми.

## Демографія
Згідно з переписом 2010 року, у місті мешкало 2826 осіб у 1149 домогосподарствах у складі 827 родин. Густота населення становила 203 особи/км².  Було 1294 помешкання (93/км²).
Расовий склад населення:
| - 96,8 % — білих - 0,6 % — чорних або афроамериканців - 0,5 % — корінних американців - 0,1 % — азіатів - 1,3 % — осіб інших рас |

До двох чи більше рас належало 0,7 %. Частка іспаномовних становила 2,3 % від усіх жителів.
За віковим діапазоном населення розподілялося таким чином: 21,7 % — особи молодші 18 років, 62,1 % — особи у віці 18—64 років, 16,2 % — особи у віці 65 років та старші. Медіана віку мешканця становила 42,7 року. На 100 осіб жіночої статі у місті припадало 102,0 чоловіків;  на 100 жінок у віці від 18 років та старших — 94,5 чоловіків також старших 18 років.
Середній дохід на одне домашнє господарство  становив 36 674 долари США (медіана — 31 007), а середній дохід на одну сім'ю — 44 181 долар (медіана — 43 384). Медіана доходів становила 32 995 доларів для чоловіків та 28 603 долари для жінок. За межею бідності перебувало 23,8 % осіб, у тому числі 38,5 % дітей у віці до 18 років та 18,2 % осіб у віці 65 років та старших.
Цивільне працевлаштоване населення становило 1175 осіб. Основні галузі зайнятості: виробництво — 26,0 %, освіта, охорона здоров'я та соціальна допомога — 21,4 %, роздрібна торгівля — 15,1 %, будівництво — 9,4 %.